# Eumenes fraterculus
Eumenes fraterculus är en stekelart som beskrevs av Dalla Torre 1894. Eumenes fraterculus ingår i släktet krukmakargetingar, och familjen Eumenidae. Inga underarter finns listade i Catalogue of Life.